# 井上就正
井上 就正（いのうえ なりまさ）は、戦国時代の武将。毛利氏の家臣。父は安芸井上氏当主・井上光兼。

## 生涯
永正13年（1516年）、安芸国の国人で毛利氏の家臣である井上光兼の六男として誕生。天文8年（1539年）12月23日、毛利元就を烏帽子親として元服し、「就」の偏諱を受けて就正と名乗る。
天文17年（1548年）の6月18日と20日に行われた、山名理興の拠る神辺城（村尾城）への総攻撃（神辺合戦）における城の柵や塀越しの攻防で負傷しつつも奮戦して武功を挙げ、6月23日に毛利隆元から感状を与えられた。この戦いで毛利元就・隆元父子は家臣に多くの感状を出しており、就正もその内の1人だった。
天文19年（1550年）、兄の井上元兼をはじめとした安芸井上氏の一族30余名が元就の命によって粛清されたが、就正は粛清を免れ、吉川元春のもとに預けられた。後に毛利家に召還され、粛清された一族の井上元盛の旧領を相続し、天文20年（1551年）9月4日の安芸国頭崎城における平賀隆保との合戦で手柄を立てた。天文23年（1554年）6月13日には安芸国佐伯郡吉和での合戦に参加し、同年12月29日に隆元から「源右衛門尉」の官途名を与えられている。
また、永禄12年（1569年）3月に吉川元春と小早川隆景の命により筑前国小倉津への加勢と渡の往返のための検使として、筑前国遠賀郡戸畑の中ノ島城にいた小田備前守のもとへ派遣され、元亀2年（1571年）には出雲国新山城の普請奉行を務めた。これらの功績により、元亀4年（1573年）1月2日に輝元から和泉守の受領名を与えられ、天正2年（1574年）には備後国の三谿郡江田の加藤村において給田2町3段小、畠1町1段、屋敷7ヶ所と、賀茂郡西条の下見村において給田3町2段小などを給地として輝元に宛行われた。
天正8年（1580年）、子の元勝が輝元の備中出陣に従軍したが、同年4月14日の虎倉城攻撃の途上、下加茂の山中において伊賀久隆の強襲を受け、毛利軍は先鋒部隊の将であった粟屋元信を始めとした将が討ち取られる大敗を喫し、元勝も42歳で戦死した。元勝の死後に就正が体調を崩したため、輝元は同年5月29日に見舞いの使者を送り、7月18日には佐世元嘉を派遣して樽肴を贈り、何か用があれば言うようにと書状を送っている。しかし、就正は同年12月19日、65歳で死去した。